# 18e méridien ouest
En géographie, le 18e méridien ouest est le méridien joignant les points de la surface de la Terre dont la longitude est égale à 18° ouest.

## Géographie

### Dimensions
Comme tous les autres méridiens, la longueur du 18e méridien correspond à une demi-circonférence terrestre, soit 20 003,932 km. Au niveau de l'équateur, il est distant du méridien de Greenwich de 2 004 km,.
Avec le 162e méridien est, il forme un grand cercle passant par les pôles géographiques terrestres.

### Régions traversées
En commençant par le pôle Nord et descendant vers le sud au pôle Sud, Le 18e méridien ouest passe par:
| Coordonnées          | Pays, territoire ou mer | Notes                                                                    |
| -------------------- | ----------------------- | ------------------------------------------------------------------------ |
| 90° 00′ N, 18° 00′ O | Océan Arctique          |                                                                          |
| 82° 08′ N, 18° 00′ O | Groenland               | Île Prinsesse Margrethe (en), Île Prinsesse Dagmar (en), et le continent |
| 79° 41′ N, 18° 00′ O | Océan Atlantique        | Mer du Groenland                                                         |
| 78° 47′ N, 18° 00′ O | Groenland               | Île Bourbon                                                              |
| 78° 44′ N, 18° 00′ O | Océan Atlantique        | Mer du Groenland                                                         |
| 77° 46′ N, 18° 00′ O | Groenland               | Ile de France                                                            |
| 77° 37′ N, 18° 00′ O | Océan Atlantique        | Mer du Groenland                                                         |
| 75° 24′ N, 18° 00′ O | Groenland               | Île Shannon                                                              |
| 75° 01′ N, 18° 00′ O | Océan Atlantique        | Mer du Groenland                                                         |
| 66° 33′ N, 18° 00′ O | Islande                 | Île de Grímsey                                                           |
| 66° 31′ N, 18° 00′ O | Océan Atlantique        |                                                                          |
| 66° 09′ N, 18° 00′ O | Islande                 |                                                                          |
| 63° 31′ N, 18° 00′ O | Océan Atlantique        |                                                                          |
| 28° 46′ N, 18° 00′ O | Espagne                 | Île de La Palma                                                          |
| 28° 45′ N, 18° 00′ O | Océan Atlantique        |                                                                          |
| 27° 48′ N, 18° 00′ O | Espagne                 | Île de El Hierro                                                         |
| 27° 38′ N, 18° 00′ O | Océan Atlantique        |                                                                          |
| 60° 00′ S, 18° 00′ O | Océan Austral           |                                                                          |
| 72° 32′ S, 18° 00′ O | Antarctique             | Terre de la Reine-Maud, revendiquée par la Norvège                       |